# Amantia magnifica
Amantia magnifica är en insektsart som beskrevs av Schmidt 1910. Amantia magnifica ingår i släktet Amantia och familjen lyktstritar.
Artens utbredningsområde är Colombia. Inga underarter finns listade i Catalogue of Life.